# Коефіцієнт лобового опору
Коефіцієнт лобового опору Сх, (рос. коэффициент лобового сопротивления Сх; англ. drag coefficient; нім. Strömungswiderstandskoeffizient m) — безрозмірний емпіричний коефіцієнт, який входить у формулу для сили лобового опору твердого тіла; для квадратичної ділянки опору[прояснити] Сх залежить тільки від форми тіла й швидкості його поверхні, а також від положення (від орієнтування) цього тіла в потоці. Для деяких випадків тіл найпростішої геометричної форми (куля, циліндр та інші) Сх можна одержати теоретично.
| Потік і форма | Опір форми | Опір в'язкого тертя |
| ------------- | ---------- | ------------------- |
|               | 0 %        | 100 %               |
|               | ~10 %      | ~90 %               |
|               | ~90 %      | ~10 %               |
|               | 100 %      | 0 %                 |